# Височанська (станція метро)
50°06′36″ пн. ш. 14°30′03″ сх. д. / 50.11000° пн. ш. 14.50083° сх. д.
Височанська (чеськ. Vysočanská) — станція Празького метрополітену. Розташована між станціями «Чеськоморавська» і «Колбенова».
Станція була відкрита 8 листопада 1998 року у складі пускової дільниці лінії B «Чеськоморавська»—«Черни-Мост».

## Характеристика станції
Височанська — пілонна (глибина закладення — 30 м), трисклепінна з однією острівною платформою празького типу з укороченим середнім проходом. Має два виходи: один веде до ескалаторів до вестибюля станції, другий — на іншому кінці станції — веде до іншого вестибюля, що розташований під вул. Соколовська.

### Повінь 2002 року
У серпні 2002 року станція постраждала від повені. Робота станції була відновлена в кінці 2002 року.